# Sapromyza antennata
Sapromyza antennata är en tvåvingeart som beskrevs av Becker 1895. Sapromyza antennata ingår i släktet Sapromyza och familjen lövflugor. Inga underarter finns listade i Catalogue of Life.